# Добрынина, Анастасия Андреевна
Анастасия Андреевна Добры́нина (род. 30 декабря 1999, Москва) — российская актриса.

## Биография
Родилась 30 декабря 1999 года в Москве в семье актрисы Алевтины Добрыниной.
У Анастасии есть брат Иван, они близнецы, он тоже снимается в кино.
Настя начала сниматься в 2002 году, в 3 года.
Широкую известность Настя Добрынина получила, снявшись в главной роли в фильме «Кука» в 2007 году.
Получает стипендию от фонда Спивакова. Училась в школе-экстернате № 1480, в музыкальной школе им. Глазунова № 33 по классу фортепиано, танцевальном коллективе «32 f» и факультативно верховой езде в конном комплексе Кузьминки.
Снялась более чем в 46 фильмах.

## Карьера

### Фильмография[4][2]
| Год       |     | Название                                                 | Роль                            |
| --------- | --- | -------------------------------------------------------- | ------------------------------- |
| 2002      | с   | Буровая                                                  | эпизод                          |
| 2002      | ф   | Старик Хоттабыч                                          | эпизод                          |
| 2004      | с   | Даша Васильева. Любительница частного сыска-3            | эпизод (в титрах Аня Добрынина) |
| 2004—2006 | с   | Моя прекрасная няня                                      | баба Надя в детстве             |
| 2005      | с   | Охота на изюбря                                          | эпизод                          |
| 2005      | с   | Счастье ты моё                                           | приёмная дочь                   |
| 2005      | кор | Под одной крышей                                         | Настя                           |
| 2005—2006 | с   | Студенты                                                 | попрошайка                      |
| 2004—2013 | с   | Кулагин и партнёры                                       | Настя                           |
| 2006      | ф   | Девять месяцев                                           | Ляля, дочь Володи               |
| 2006      | ф   | Алмазы на десерт                                         | Маша в детстве                  |
| 2006      | с   | Врачебная тайна                                          | эпизод                          |
| 2006      | мф  | Моя любовь                                               | озвучивание                     |
| 2007      | с   | Если у Вас нету тёти (Украина)                           | Маша, подружка Федора           |
| 2007      | ф   | Кука                                                     | Кука                            |
| 2007      | ф   | Май                                                      | эпизод                          |
| 2007      | ф   | Мы будем счастливы, моя прелесть (др. название «Корова») | эпизод                          |
| 2007      | ф   | Снежный ангел                                            | Василиса                        |
| 2007—2008 | с   | Атлантида                                                | дочь Бородиной (нет в титрах)   |
| 2008      | с   | Чемпион                                                  | Соня Ворожейкина, дочь Галины   |
| 2008      | с   | Шальной ангел                                            | Алёна Некрасова в детстве       |
| 2009      | с   | Высший пилотаж                                           | Настя, девочка 7 лет            |
| 2009      | ф   | Гоголь. Ближайший                                        | маленькая Смирнова              |
| 2010      | с   | Дом малютки                                              | Аня Ивлиева                     |
| 2010      | ф   | Пожар                                                    | эпизод                          |
| 2010      | с   | Серафима прекрасная                                      | Серафима в детстве              |
| 2011      | ф   | Галоп                                                    | девочка в автобусе              |
| 2011      | ф   | Реальная сказка                                          | Олеся                           |
| 2011      | с   | Тунгусский метеорит                                      | девочка-виденье                 |
| 2011      | кор | Райское дерево                                           | Имя персонажа не указано        |
| 2011      | кор | Эпоха                                                    | Имя персонажа не указано        |
| 2012      | ф   | Частное пионерское                                       | Настя                           |
| 2013      | с   | Жених                                                    | дочь главного героя             |
| 2017      | ф   | Частное пионерское 3                                     | одна из выпускниц               |
| 2025      | с   | Ландыши. Такая нежная любовь                             | продавщица на бензоколонке      |

### Другое
- Озвучила принцессу Мари в аудиоспектакле Щелкунчик (с участием Валентина Гафта)[5]
- Провела как ведущая:
  - Открытие и закрытие 5-го кинофестиваля «Золотая Лента» в Когалыме
  - Открытие и закрытие Московских международных фестивалей «Москва встречает друзей»
  - Открытие и закрытие Московского кинофестиваля «Золотой клык»
- Участвует в юмористической передаче «Большая разница»

## Призы и награды
За фильм «Кука»:
2007 год: 
- Специальный приз «Вдохновение» от продюсерской группы А. Ковалёва на 18-м кинофестивале Кинотавр
- Приз «Звёздочка молодёжного кино» на II-ом Московском открытом фестивале молодёжного кино «Отражение» в г. Зеленограде
- Приз детского жюри на 2-м международном кинофестивале семейных и детских фильмов «Верное сердце»
- Специальный приз благотворительного фонда поддержки детского кинематографа «Золотой клык» на 2-м международном кинофестивале семейных и детских фильмов «Верное сердце»
- Специальный приз «Детский Оскар» на IV международном кинофестивале «Новое кино. XXI век»

2008 год:
- Лучшая юная актриса, 16-й Международный детский кинофестиваль
- Премия «Звёздный мост»